# Philippe Chabot
Pour les articles homonymes, voir Chabot et Famille Chabot.
Philippe Chabot (° 1492 - 15 juin 1543), dit l'Amiral de Brion, amiral de France, seigneur de Brion et d'Aspremont, du chef de sa femme comte de Charny et de Buzançais, chevalier des ordres de Saint-Michel et de la Jarretière, gouverneur de Bourgogne et lieutenant du gouverneur de Normandie, et amiral de France sous François Ier.
Ministre des choses de la mer de François Ier, il fut un grand mécène de la Renaissance qui finança les expéditions de Jacques Cartier à la découverte du Canada.
Le 15 juin 2023 est célébré le 480e anniversaire de sa mort, à l'occasion d'une cérémonie à la Tour Solidor de Saint-Servan (Saint-Malo). En écho à cet hommage et en prévision de la Transat Québec-Saint-Malo, une conférence sur Philippe Chabot s'est tenue 16 décembre 2023 dans les salons du Domaine des Mauriers de Saint-Malo,.
Gabriel Attal est un descendant direct de Philippe Chabot, comte de Buzançais, l'amiral de France qui finança les expéditions de Jacques Cartier au Canada.

## Biographie
Issu d'une ancienne famille du Bas-Poitou, dont l'origine remonte au XIe siècle, il était le second fils de Jacques Ier Chabot, premier[réf. souhaitée] baron de Jarnac, seigneur de Brion et d'Aspremont, décédé en 1496, et de Madeleine de Luxembourg, fille de Thibault, seigneur de Fiennes (des Luxembourg-Saint-Pol).
Son mariage en  1526 avec Françoise de Longwy, fille de Jeanne d'Angoulême, influa sur sa vie et son ascension, en le faisant entrer dans la famille royale, devenant le neveu par alliance du roi François.

### Au service du roi
Il s'attacha au roi François Ier avant qu'il fût monté sur le trône, ce prince lui donna le gouvernement du duché de Valois, le 28 octobre 1524.
Il fut fait prisonnier en 1525 à la bataille de Pavie avec François Ier, dont il était le favori. Il négocie avec succès la libération du roi, ce qui lui vaut, le 23 mars 1525, d'être nommé amiral après la mort du précédent titulaire, Guillaume Gouffier de Bonnivet mort lors de cette même bataille de Pavie. Il est aussi pourvu du gouvernement de Bourgogne et envoyé en Piémont à la tête d'une armée en 1535, où il y fit de rapides conquêtes (le Bugey, la Bresse, la Savoie et le Piémont).

### Soutien des projets d'exploration desTerres Neuves
On a de lui des cartes maritimes, dressées avant l'invention de la gravure.
Il a aidé Jean de Verrazane (ou Verrazano), découvreur de la côte Est des États-Unis, dont la rivière Vendôme, que les Anglais nommeront Hudson, et le site de la Nouvelle-Angoulème (New-York), et du Canada atlantique jusqu'au Labrador.
Il appuie également  Jacques Cartier, découvreur du Canada et explorateur du Saint-Laurent. En 1534, il avait accueilli très favorablement la demande de Jacques Cartier d'aller visiter les terres de l'Amérique septentrionale, alors désignées sous le nom de Terres-Neuves, et présenté l'explorateur au roi, qui donna une suite favorable à cette requête.

### Déchéance et réhabilitation
Mais Montmorency et le cardinal de Lorraine, jaloux de son crédit, l'accusèrent de malversation (d'après les archives portugaises, Chabot fut acheté par le roi Dom João III dès 1531 afin d'interdire toute exploration française hors d'Europe) : il fut livré à une commission présidée par le chancelier Poyet, destitué de sa charge en 1541 et condamné à une forte amende (soixante-dix mille écus) qui le ruina.

Après plus de deux ans de détention, il obtint, par les instances de la duchesse d'Étampes, la révision de son procès, fut élargi, et même rentra en grâce (29 mars 1542).

### Décès

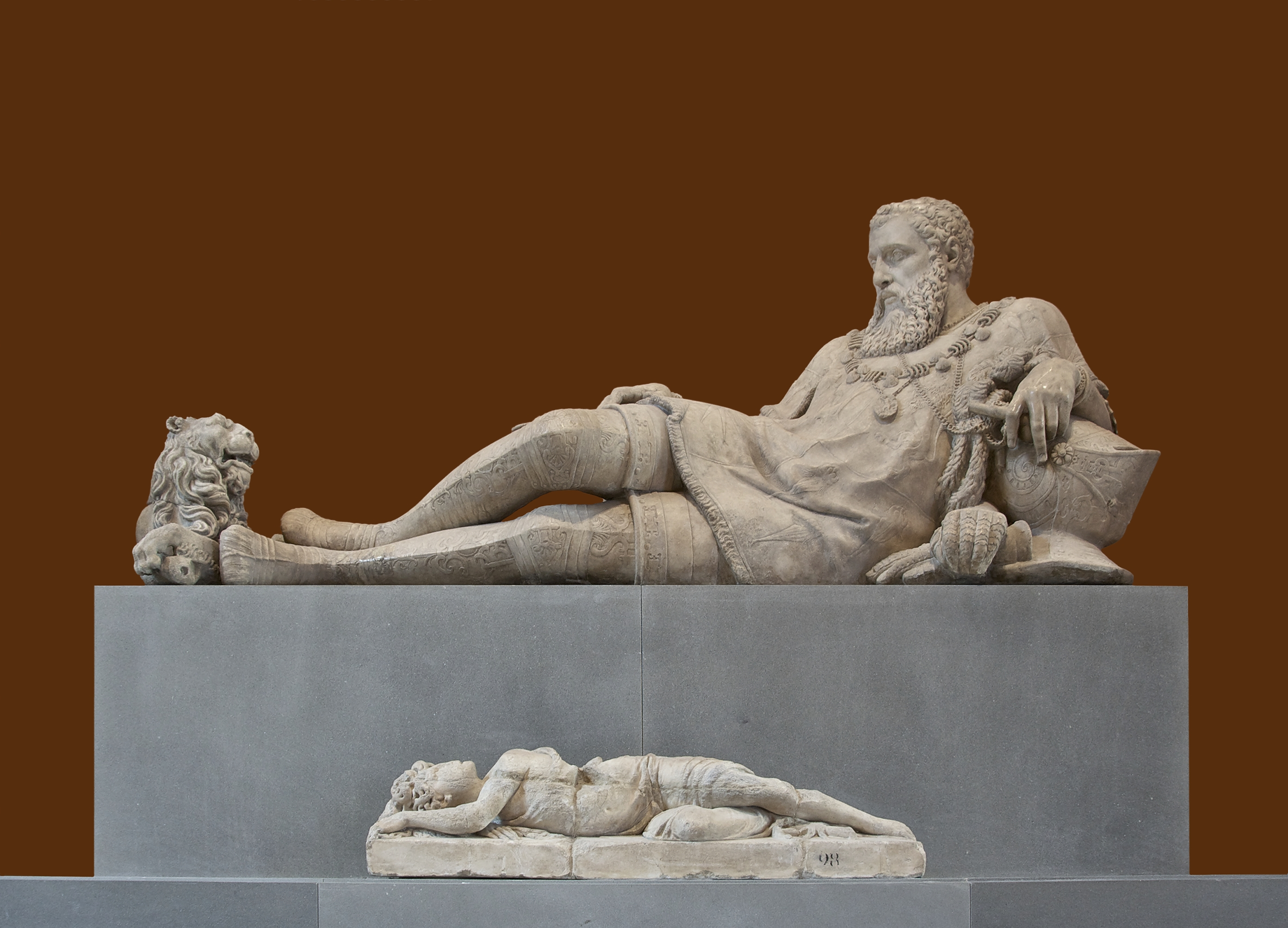
Tombeau de Philippe Chabot, comte de Brion, amiral de France. Sculpture au musée du Louvre

Malgré ce revirement, il mourut peu après, d'une maladie de langueur, contractée par le chagrin que lui avait causé son procès, en 1543.
Le roi le fit enterrer avec beaucoup de magnificence dans la chapelle d'Orléans du monastère des Célestins de Paris. Son tombeau était surmonté d'un gisant en albâtre, considéré comme l'un des chefs-d'œuvre de la sculpture de la Renaissance en France. Le tombeau a sans doute été conçu par Jean Cousin le Père, mais l'identité du sculpteur reste encore inconnue. Ce gisant est aujourd'hui conservé au musée du Louvre.

## Un Quai Philippe Chabot à Saint-Malo?
Le 15 juin 2023, une journée symbolique d’amitiés culturelles a proposé d'ériger un Quai Philippe Chabot à Saint-Malo.
En effet, Philippe Chabot, qui était un proche de François Ier mais également Amiral de France ce qui correspondait à Ministre de la Marine à l’époque organisa et finança les voyages de Jacques Cartier qui découvrit en 1534 la Nouvelle France (actuel Canada).
En 1532, Philippe Chabot qui accompagnait le roi au Mont-Saint-Michel profite de l’occasion pour lui faire rencontrer Jacques Cartier et propose au roi une expédition sur la mer en destination des terres neuves.
François Ier est tout de suite intéressé par les projets de Philippe Chabot et de Jacques Cartier.
Le 31 octobre 1533, Jacques Cartier recevait de l’Amiral Chabot la permission d’armer des navires pour « voyager, découvrir et conquérir la Neuve France ».
Philippe Chabot obtient du roi, de François Ier qu’il verse à Jacques Cartier une aide financière de 6000 livres.
Le 20 avril 1534, Jacques Cartier quitte Saint-Malo avec ses deux navires : le Pinta et le Santa Maria ainsi nommés en souvenir des caravelles de Christophe Colomb.
Vingt jours plus tard, les navires arrivent à Terre-Neuve et s’engagent dans le Golfe du Saint-Laurent.
En hommage à l’Amiral Chabot de Brion, Jacques Cartier donne son nom à une île : l’île Brion, à l’entrée du golfe du Saint-Laurent.
Fin juillet 1534, Jacques Cartier décide de revenir en France. Il propose au chef Huron d’emmener ses deux fils en France lui promettant de les ramener l’année suivante, promesse qu’il tiendra.
Le 5 septembre 1534, Jacques Cartier est de retour à Saint-Malo, après avoir fait le tour de Terre-Neuve et reconnu l’embouchure du Saint-Laurent.

## Généalogie
Il se maria en 1526 à Françoise de Longwy (-Neublans), nièce de François Ier, dame de Pagny et de Gevry, de Mirebeau en Bourgogne et de Fontaine-Française, de Charny et de Buzançais, épousée le 10 janvier 1526, dont il eut deux fils : 
- Léonor Chabot, dit Chabot-Charny (1526-1597), comte de Charny et de Buzançais, sgr. de Pagny et de Gevry : Postérité de ses deux unions, 1° x Claude Gouffier, fille aînée du duc de Roannais Claude Gouffier, puis 2° x Françoise de Rye, dame de Longwy (-Neublans),
- et François Chabot († 1599), seigneur de Fontaine-Française (et de Brion ?)[11],, Marquis de Mirebeau, souverain de Chaume[12], baron de Chaumont et de Charroux (Chaumont, Charroux[13] ?), époux de :  
  - 1° Françoise de Lugny, d'où : 
    - Catherine Chabot dame de Mirebeau et de Lugny, femme en 1579 du ligueur Jean de Saulx-Tavannes, fils du maréchal de Tavannes et frère cadet de Guillaume de Saulx-Tavannes (ce dernier étant le mari de Catherine Chabot, fille de Léonor Chabot et nièce de François) ;

  - et 2° Catherine (v. 1545-v. 1574), fille de Louis de Silly (comte de La Roche-Guyon et damoiseau de Commercy ; fils de Philippine de Sarrebruck et de Charles de Silly, lui-même fils de Bertin de Silly et de Marie de La Roche-Guyon) et d'Anne de Laval-Montfort d'Acquigny fille de Guy XVI, d'où : 
    - Jacques Chabot marquis de Mirebeau, dit le comte de Charny († 1630) ; x 1° 1574 Anne de Coligny, fille de François d'Andelot ; et x 2° 1622 Antoinette de Loménie († 1638, sans postérité de Jacques Chabot ; fille d'Antoine et sœur d'Henri-Auguste comte de Brienne ; veuve avec postérité d'André de Vivonne de La Châtaigneraie, marié en 1612 et † en 1616 ; c'est par Antoinette de Loménie que se fera finalement la succession de Fontaine-Française). Père (du 1°) : 
      - Charles Chabot († 1622), dit le comte de Charny, x Charlotte de Castille († 1659), petite-fille maternelle du président Jeannin, remariée en 1623 au malheureux Chalais,
      - et de Catherine Chabot († 1662), x 1° 1615/1619 César-Auguste de St-Lary de Termes, petit-fils de Roger : d'où Anne-Marie de St-Lary, † sans postérité en 1715 ; et x 2° 1635 Claude Vignier de St-Liébaud et Villemor, président au Parlement de Metz ;

    - et : - Henri Chabot, seigneur de Fontaine-Française († 1630) ; - Léonor de Brion ; - François ; - Charles († 1624), religieux ; Anne Chabot, x Henri de Fours ; - autre Charles, seigneur de Charroux, mari en 1590 de Françoise Bernard de Montessus et père de :
      - Jacques († 1644), dit le comte de Charny ; La postérité masculine du deuxième mariage de François Chabot semble ainsi s'arrêter en 1644,
      - et de Marguerite-Françoise Chabot, dame de Charroux († 1654), x Henri comte de Bonneval (descendant d'Antoine de Bonneval x Marguerite de Foix).

L'amiral Philippe et Françoise de Longwy eurent également quatre filles : 
- Françoise, mariée à Charles de La Rochefoucauld, baron de Barbezieux ;
- Antoinette, femme de Jean VI d'Aumont, comte de Châteauroux, maréchal de France ;
- Anne, Dame de la reine Marie Stuart de 1562 à 1570, mariée à Charles de Hallwin, duc d'Hallwin, pair de France ;
- ainsi que Jeanne, prieure de l'abbaye de Jouarre, puis, sur décision de la régente, abbesse du Paraclet de 1561 à sa mort, en 1592.

## Blason
Sur le portrait ci-dessus : 
Écartelé : aux 1 et 4, d'or à trois chabots de gueules (qui est de Chabot) ; au 2, d'argent, au lion de gueules, armé, lampassé et couronné d'or, la queue fourchée et passée en sautoir (qui est de Luxembourg) ; au 3, de gueules, à l'étoile à seize rais d'argent (qui est de Baux).

## Littérature
Le procès de Chabot fut mis en scène par le dramaturge anglais George Chapman (1559?-1634), dans une pièce qui parut de manière posthume, révisée par James Shirley : The Tragedy of Chabot Admiral of France (1639).

## Sources
- Scevole de Sainte-Marthe et Louis de Sainte-Marthe, Histoire généalogique de la maison de France : Rev. et augm. en cette édition des deux précédentes maisons royales, vol. 2, 1628 (présentation en ligne, lire en ligne [PDF])

Cet article comprend des extraits du Dictionnaire Bouillet. Il est possible de supprimer cette indication, si le texte reflète le savoir actuel sur ce thème, si les sources sont citées, s'il satisfait aux exigences linguistiques actuelles et s'il ne contient pas de propos qui vont à l'encontre des règles de neutralité de Wikipédia.